# 軍事支払総監

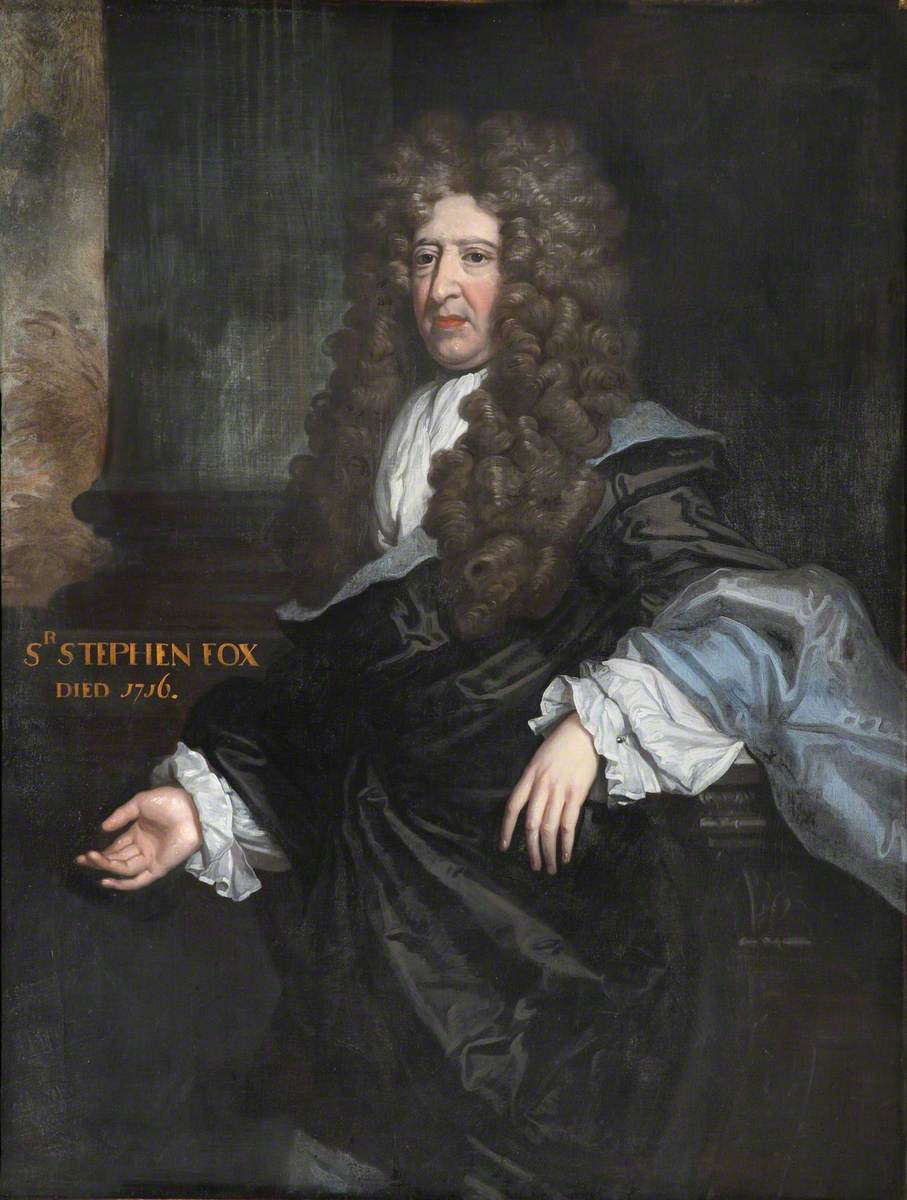
最初の軍事支払総監スティーブン・フォックス、ジョン・ジェームズ・ベイカー画。

軍事支払総監（ぐんじしはらいそうかん、英: Paymaster of the Forces）、または陸軍主計総監（りくぐんしゅけいそうかん）、陸軍支払総監（りくぐんしはらいそうかん）、陸軍支払官（りくぐんしはらいかん）は、イギリスの官職。1661年に設立され、王政復古以降のイギリス陸軍の財政を担当した。1836年に海軍財務長官などとともに支払総監に統合された。

## 解説
イングランド共和国期までのイギリス陸軍は戦役ごとに戦時会計官（Treasurers at War）を任命することが慣習だったが、1661年に常設の軍事支払総監が任命された。任命は国璽が押印された特許状（letters patent）の形で行われる。
軍事支払総監は陸軍の銀行家というべき職であり、議会が可決した陸軍支出を財務府から受け取ったほか、古い備品の売却などで資金を調達した。調達した資金は国王認可状（sign manual warrant）に基づく一般支出、財務府認可状（Treasury warrant）に基づく特別支出（すなわち、議会の承認を受けていない不慮の支出）という形で、総監本人か総監の任命した副官が支払った。軍事支払総監は日々公金を取り扱うため、財務府記録部からの領収書（Quietus）を受け取って退任するまでは公金の不足額を私財から出す義務がある。領収書が発行されない場合、総監が死去してもその相続人が（領収書が発行されるまで）引き続き同じ義務を負う。領収書の発行には財務府記録部による会計監査が必要だったが、簿記の煩雑さから監査が遅れ、1769年時点ではヘンリー・フォックスの在任1年目（1757年）の会計監査すら完了していなかった。フォックスは1765年に退任したが、その就任期間の会計監査が完了したのは1788年のことであり、以降はいくらか改善されたものの、アメリカ独立戦争期の会計監査はおおむね10年を要した。
1692年に軍事支払総監の初代ラネラ伯爵リチャード・ジョーンズが枢密顧問官に任命されたのを皮切りに、以降の就任者は全員枢密顧問官に就任している。18世紀より政権交代とともに軍事支払総監の人選が変わることが常態化し、実入りのいい官職としていわゆる政治任用職となった。
賃金は1661年から1680年まで年俸400ポンド、1702年から1707年まで日給10シリングであり、それ以外の時期は日給20シリングだった。1676年にチャリング・クロスで軍事支払総監の事務所が設けられ、軍事支払総監サー・スティーブン・フォックスが出資して官邸を増築した。その後、1732年/1733年に改築された。1836年に軍事支払総監が廃止されたときにはすでに使われなくなったが、歴代軍事支払総監のうち何人が官邸として使用したかは不明である。
最後の軍事支払総監である第4代準男爵サー・ヘンリー・パーネルは1835年4月より海軍財務長官を兼任した。そして、1836年12月1日の特許状により軍事支払総監、海軍財務長官、兵站部財務官、チェルシー王立病院支払及び会計長官が支払総監に統合され、パーネルは支払総監に移行した。

## 一覧

### 軍事支払総監

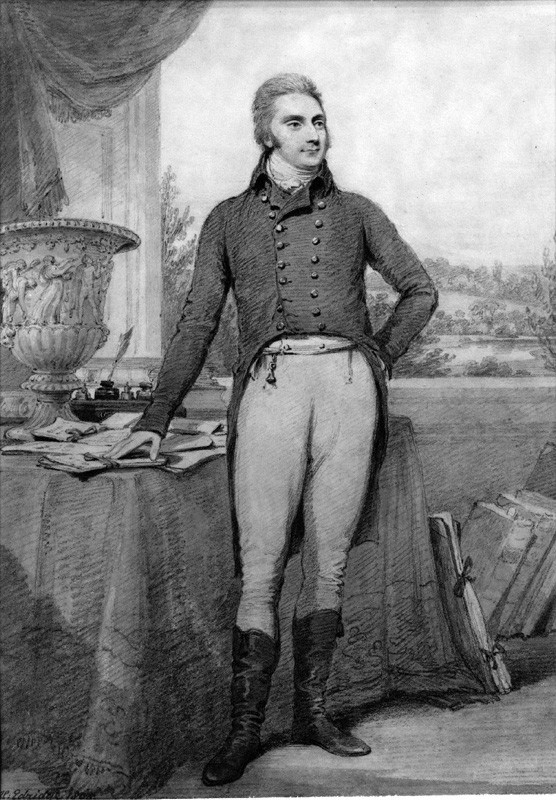
1807年から1826年までの軍事支払総監チャールズ・ロング。ヘンリー・エドリッジ画、1805年。

- 1661年3月18日 – 1676年2月9日：スティーブン・フォックス（英語版）（1665年に騎士爵に叙爵）[6]
- 1676年2月9日 – 1679年5月23日：第3代準男爵サー・ヘンリー・パッカーリング（英語版）[6]
- 1679年5月23日 – 1680年1月3日：サー・スティーブン・フォックス（英語版）[6]
- 1680年1月3日 – 1682年4月20日：ニコラス・ジョンソン（英語版）、ウィリアム・フォックス（William Fox）[6]
  - ジョンソンが1682年4月20日に死去、フォックスが1682年4月28日までに退任[6]
- 1682年4月28日 – 1685年12月26日：チャールズ・フォックス（英語版）[6]
- 1685年12月26日 – 1702年12月22日：初代ラネラ伯爵リチャード・ジョーンズ（英語版）[6]
- 1702年12月22日 – 1714年10月3日：ジョン・グロバム・ハウ[6]
- 1714年10月3日 – 1715年10月17日：サー・ロバート・ウォルポール[6]
- 1715年10月17日 – 1720年6月11日：第7代リンカーン伯爵ヘンリー・クリントン[6]
- 1720年6月11日 – 1721年4月19日：サー・ロバート・ウォルポール[6]
- 1721年4月19日 – 1722年1月20日：第4代コーンウォリス男爵チャールズ・コーンウォリス[6]
- 1722年3月15日 – 1730年5月15日：スペンサー・コンプトン閣下（1728年にウィルミントン男爵、1730年にウィルミントン伯爵に叙爵）[6]
- 1730年5月15日 – 1743年12月24日：ヘンリー・ペラム閣下[6]
- 1743年12月24日 – 1746年4月23日：トマス・ウィニントン（英語版）[6]
- 1746年5月7日 – 1755年12月16日：ウィリアム・ピット[6]
- 1755年12月16日 – 1756年12月8日：ダプリン子爵トマス・ヘイ、初代ダーリントン伯爵ヘンリー・ヴェイン[6]
- 1756年12月8日 – 1757年7月15日：ダプリン子爵トマス・ヘイ、トマス・ポッター（英語版）[6]
- 1757年7月15日 – 1765年6月12日：ヘンリー・フォックス（1763年、ホランド男爵に叙爵）[6]
- 1765年6月12日 – 1766年8月21日：チャールズ・タウンゼンド閣下[6]
- 1766年8月21日 – 1767年12月9日：ノース卿フレデリック・ノース、ジョージ・クック[6]
- 1767年12月9日 – 1768年6月17日：ジョージ・クック、トマス・タウンゼンド[6]
  - クックが1768年6月5日に死去、タウンゼンドが1768年6月17日に退任[6]
- 1768年6月17日 – 1782年4月10日：リチャード・リグビー（英語版）[6]
- 1782年4月10日 – 1782年8月1日：エドマンド・バーク[6]
- 1782年8月1日 – 1783年4月16日：アイザック・バレー[6]
- 1783年4月16日 – 1784年1月8日：エドマンド・バーク[6]
- 1784年1月8日 – 1784年4月7日：ウィリアム・グレンヴィル[6]
- 1784年4月7日 – 1789年9月2日：ウィリアム・グレンヴィル、第2代マルグレイヴ男爵コンスタンティン・フィップス（英語版）[6]
- 1789年9月2日 – 1791年3月7日：第2代マルグレイヴ男爵コンスタンティン・フィップス（英語版）、グラハム侯爵ジェームズ・グラハム（1790年、モントローズ公爵位を継承）[6]
- 1791年3月7日 – 1800年7月5日：ダドリー・ライダー閣下（英語版）、トマス・スティール[6]
- 1800年7月5日 – 1801年3月26日：トマス・スティール、ジョージ・カニング[6]
- 1801年3月26日 – 1803年1月3日：トマス・スティール、初代グレンバーヴィー男爵シルヴェスター・ダグラス[6]
- 1803年1月3日 – 1804年7月7日：トマス・スティール、ジョン・ヒーリー・アディントン（英語版）[6]
- 1804年7月7日 – 1806年2月17日：ジョージ・ローズ（英語版）、チャールズ・サマセット卿（英語版）[6]
- 1806年2月17日 – 1807年4月7日：テンプル伯爵リチャード・テンプル＝ニュージェント＝ブリッジス＝シャンドス＝グレンヴィル、ジョン・タウンゼンド卿（英語版）[6]
- 1807年4月7日 – 1813年11月26日：チャールズ・ロング（英語版）、チャールズ・サマセット卿（英語版）[6]
- 1813年11月26日 – 1817年8月9日：チャールズ・ロング（英語版）、フレデリック・ロビンソン閣下[6]
- 1817年8月9日 – 1826年7月14日：チャールズ・ロング（英語版）（1826年、ファーンバラ男爵に叙爵）[6]
- 1826年7月14日 – 1828年7月10日：ウィリアム・ヴェジー＝フィッツジェラルド閣下（英語版）[6]
- 1828年7月10日 – 1830年12月30日：ジョン・キャルクラフト（英語版）[6]
- 1830年12月30日 – 1834年12月30日：ジョン・ラッセル卿[6]
- 1834年12月30日 – 1835年4月28日：第9代準男爵サー・エドワード・ナッチブル（英語版）[6]
- 1835年4月28日 – 1836年12月1日：第4代準男爵サー・ヘンリー・パーネル（英語版）[6]
  - 1836年12月1日、支払総監（英語版）に移行[10]

### 海外担当軍事支払総監

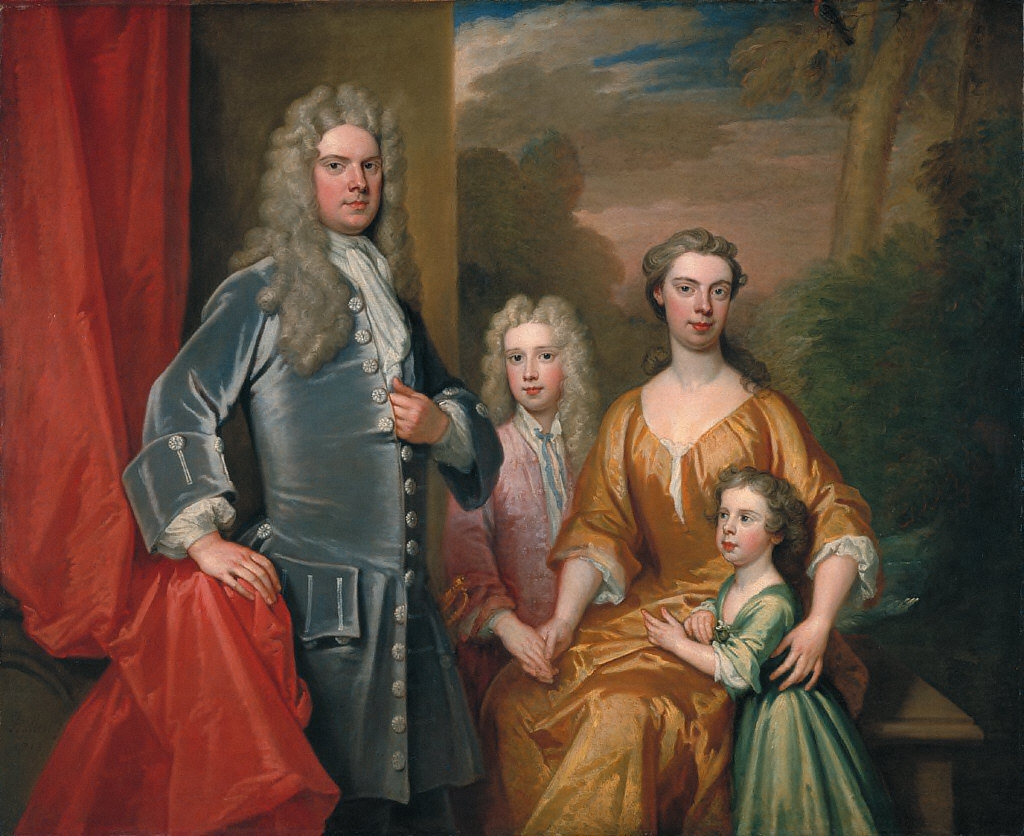
1705年から1713年までの海外担当軍事支払総監ジェームズ・ブリッジス閣下（左）。ゴドフリー・ネラー画、1713年。

スペイン継承戦争中の1702年から1714年まで、軍事支払総監と同様に任命される官職に「海外担当軍事支払総監」（Paymaster of the Forces Abroad）がある。軍事支払総監から独立した任命であり、ネーデルラントに派遣されたイギリス陸軍への賃金支払いを担当し、日給は軍事支払総監と同じく10シリングだった。
- 1702年12月23日 – 1705年5月10日：チャールズ・フォックス（英語版）[6]
- 1705年5月10日 – 1713年9月4日：ジェームズ・ブリッジス閣下[6]
- 1713年9月4日 – 1714年10月3日：トマス・ムーア（英語版）[6]